# Еджертон
Еджертон (англ. Edgerton) — місто (англ. town) в США, в окрузі Натрона штату Вайомінг. Населення — 153 особи (2020).

## Географія
Еджертон розташований за координатами 43°24′51″ пн. ш. 106°14′52″ зх. д. / 43.41417° пн. ш. 106.24778° зх. д. (43.414162, -106.247673).  За даними Бюро перепису населення США в 2010 році місто мало площу 0,65 км², уся площа — суходіл.

## Демографія
Згідно з переписом 2010 року, у місті мешкало 195 осіб у 90 домогосподарствах у складі 48 родин. Густота населення становила 298 осіб/км².  Було 111 помешкання (170/км²).
Расовий склад населення:
| - 94,4 % — білих - 0,5 % — корінних американців - 0,5 % — чорних або афроамериканців |

До двох чи більше рас належало 4,6 %. Частка іспаномовних становила 5,6 % від усіх жителів.
За віковим діапазоном населення розподілялося таким чином: 17,9 % — особи молодші 18 років, 66,2 % — особи у віці 18—64 років, 15,9 % — особи у віці 65 років та старші. Медіана віку мешканця становила 49,1 року. На 100 осіб жіночої статі у місті припадало 126,7 чоловіків;  на 100 жінок у віці від 18 років та старших — 138,8 чоловіків також старших 18 років.
Середній дохід на одне домашнє господарство  становив 52 477 доларів США (медіана — 55 500), а середній дохід на одну сім'ю — 52 007 доларів (медіана — 46 750). За межею бідності перебувало 38,2 % осіб, у тому числі 70,6 % дітей у віці до 18 років та 23,1 % осіб у віці 65 років та старших.
Цивільне працевлаштоване населення становило 106 осіб. Основні галузі зайнятості: сільське господарство, лісництво, риболовля — 28,3 %, будівництво — 23,6 %, публічна адміністрація — 15,1 %, транспорт — 14,2 %.
За даними перепису 2000 року,
на території муніципалітету мешкало 169 людей, було 74 садиб та 44 сімей.
Густота населення становила 251,0 осіб/км². Було 119 житлових будинків.
З 74 садиб у 27,0% проживали діти до 18 років, подружніх пар, що мешкали разом, було 51,4 %,
садиб, у яких господиня не мала чоловіка — 8,1 %, садиб без сім'ї — 39,2 %.
Власники 36,5 % садиб мали вік, що перевищував 65 років, а в 8,1 % садиб принаймні одна людина була старшою за 65 років.
Кількість людей у середньому на садибу становила 2,28, а в середньому на родину 2,96.
Середній річний дохід на садибу становив 28 750 доларів США, а на родину — 33 750 доларів США.
Чоловіки мали дохід 24 583 доларів, жінки — 14 375 доларів.
Дохід на душу населення був 14 332 доларів.
Приблизно 10,7 % родин та 18,2 % населення жили за межею бідності.
Серед них осіб до 18 років було 9,1 %, і нікого понад 65 років.
Середній вік населення становив 43 років.